# Ніколас Лодейро
Марсе́ло Нікола́с Лоде́йро Бені́тес (ісп. Marcelo Nicolás Lodeiro Benítez, нар. 21 березня 1989, Пайсанду) — уругвайський футболіст, півзахисник аргентинського клубу «Бока Хуніорс» та національної збірної Уругваю.

## Клубна кар'єра
Народився 21 березня 1989 року в місті Пайсанду. Вихованець футбольної школи клубу «Насьйональ». Дорослу футбольну кар'єру розпочав 2007 року в основній команді того ж клубу, в якій провів три сезони, взявши участь у 48 матчах чемпіонату і допомігши клубу стати чемпіоном Уругваю.
Своєю грою за цю команду привернув увагу представників тренерського штабу клубу «Аякс», до складу якого приєднався в січні 2010 року за 4 млн євро. Відіграв за команду з Амстердама наступні два з половиною сезони своєї ігрової кар'єри, ставши у її складі дворазовим чемпіоном Нідерландів, а також володарем Кубка Нідерландів. Проте заграти у складі амстердамського клубу Лодейро не зміг, провівши лише 21 матч у чемпіонатах, після чого покинув Нідерланди.
Влітку 2012 року на правах вільного агента приєднався до складу бразильського «Ботафогу», де провів два роки, після чого недовго грав за «Корінтіанс».
На початку 2015 року став гравцем аргентинського клубу «Бока Хуніорс», з яким в першому ж сезоні став чемпіоном Аргентини та володарем національного кубка. Всього встиг відіграти за команду з Буенос-Айреса 30 матчів в національному чемпіонаті.

## Виступи за збірні
З 2008 року залучався до складу молодіжної збірної Уругваю, разом з якою брав участь у молодіжному чемпіонаті Південної Америки 2009 року та молодіжному чемпіонаті світу 2009 року. Всього на молодіжному рівні зіграв в 11 офіційних матчах, забив 5 голів.
2012 року захищав кольори олімпійської збірної Уругваю на Олімпійських іграх 2012 року у Лондоні.
14 листопада 2009 року дебютував в офіційних іграх у складі національної збірної Уругваю в матчі плей-оф між зонами в рамках відбору на чемпіонату світу 2010 року зі збірною Коста-Рики. За підсумками тих двох матчів Уругвай кваліфікувався в фінальну частину чемпіонату світу 2010 року.
У складі збірної був учасником чемпіонату світу 2010 року у ПАР та розіграшу Кубка Америки 2011 року в Аргентині, здобувши того року титул континентального чемпіона.
Після цього був учасником розіграшу Кубка конфедерацій 2013 року у Бразилії, чемпіонату світу 2014 року у тій же країні і розіграшу Кубка Америки 2015 року у Чилі. 
Наразі провів у формі головної команди країни 44 матчі, забивши 3 голи.

## Титули і досягнення
- Чемпіон Уругваю (1):

«Насьйональ»: 2008–09
- Чемпіон Нідерландів (2):

«Аякс»: 2010–11, 2011–12
- Володар Кубка Нідерландів (1):

«Аякс»: 2009–10
- Чемпіон Аргентини (1):

«Бока Хуніорс»: 2015
- Володар Кубка Аргентини (1):

«Бока Хуніорс»: 2014–15
- Володар Кубка МЛС (2):

«Сіетл Саундерз»: 2016, 2019
- Переможець Ліги чемпіонів КОНКАКАФ (1):

«Сіетл Саундерз»: 2022
- Володар Кубка Америки (1):

Уругвай: 2011

### Особисті досягнення
- Футболіст року в Уругваї: 2009
- Включений символічної збірної Південної Америки: 2009